# Melisma

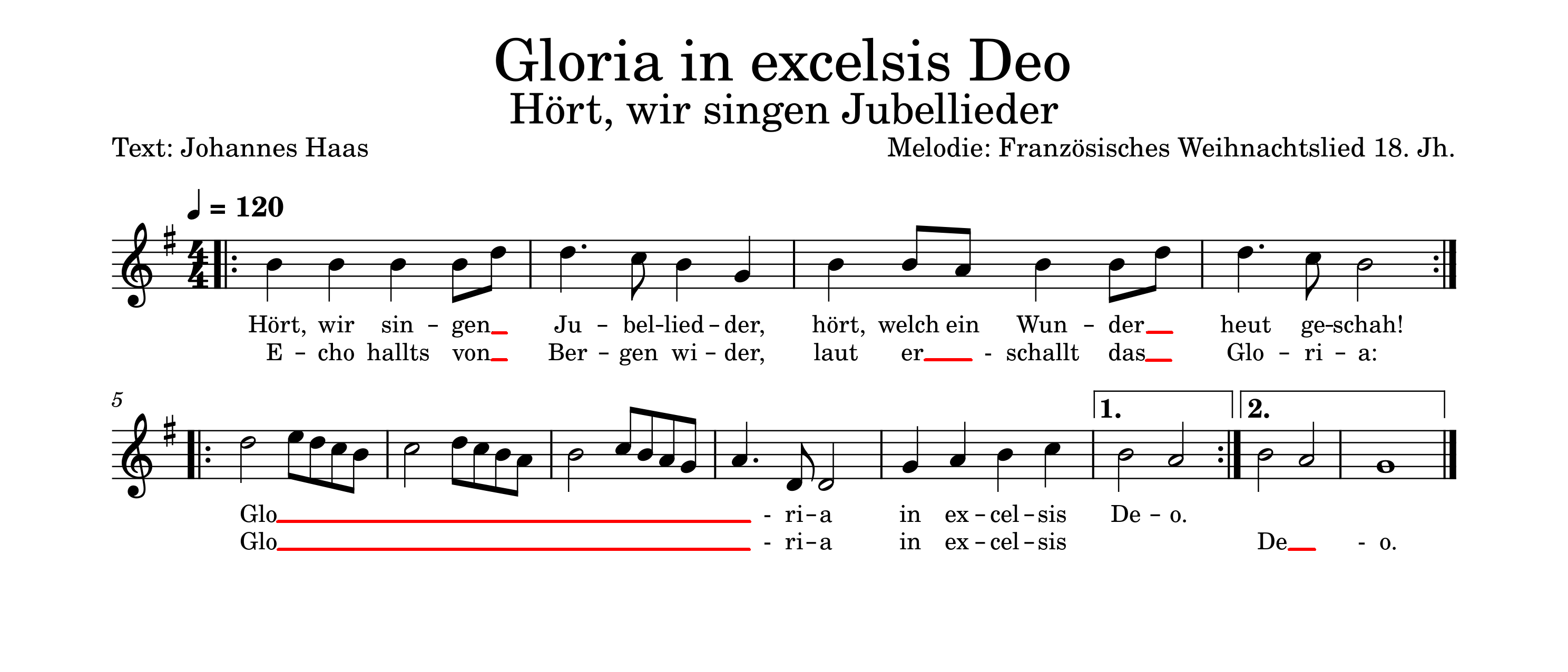
Notenblatt mit Melismen (rot) rahmenlos

Das Melisma (von altgriechisch μέλος melos, deutsch ‚Lied, Weise, Gesang‘) bezeichnet eine ornamentative Tonfolge oder Melodie, die auf einer Silbe gesungen wird. Im melismatischen Gesang kommen also mehrere Noten auf einen Vokal. So wird im Refrain des nebenstehenden Liedbeispiels auf den Vokal o eine Folge von 16 unterschiedlichen Tönen gesungen. Im Gegensatz dazu ist bei der Syllabik jeder Silbe nur eine Note zugeordnet.
Die musikalische Gattung des melismatischen Gesangs, der im Früh- und Hochmittelalter beispielsweise im Gregorianischen Choral und im orthodoxen Kultgesang große Bedeutung hatte, wird Melismatik genannt. In der Gregorianik sind melismatische Teile häufig in Gruppen- oder in Mehrgruppenneumen gesetzt, während in den syllabischen Teilen Einzeltonneumen vorherrschen.
Der Terminus Melisma bezeichnet auch das zugehörige Zeichen des Tonsatzes im Liedtext. Er besitzt die Gestalt eines tiefgestellten, horizontalen Strichs. Auf dem Notenblatt der Abbildung sind die Melismen rot gefärbt.